# Brian Hills
Brian Hills (* 17. August 1959 in Windsor, Ontario) ist ein ehemaliger kanadischer Eishockeyspieler und -trainer. Während seiner Karriere war er unter anderem beim EC Kassel in der 2. Bundesliga aktiv.

## Karriere
Hills begann seine Karriere bei den Windsor Royals, für die er in der Saison 1978/79 in der OHA-B spielte. Von 1979 bis 1983 war er im Eishockeyteam der Bowling Green State University in der National Collegiate Athletic Association sportlich aktiv. Die Saison 1982/83, seine letzte im Universitätsteam, bestritt Hills als Mannschaftskapitän. 1982 und 1983 war Hills jeweils einer der zehn Finalisten um den Hobey Baker Memorial Award für den besten männlichen College-Eishockeyspieler in den Vereinigten Staaten.
Nach Deutschland wechselte er 1991 zum EC Kassel in die 2. Bundesliga, nachdem er zuvor acht Jahre äußerst erfolgreich in der Schweiz – vorwiegend in der Nationalliga B – gespielt hatte. Mit Kassel gewann er 1994 den Zweitliga-Vizemeistertitel und qualifizierte sich somit für die Deutsche Eishockey Liga. Drei Jahre lang scorte Hills durchschnittlich fast drei Punkte pro Spiel und ist in der ewigen Torschützenliste des EC Kassel mitunter einer der erfolgreichsten Torjäger. Aufgrund der Regelung über die EU-Ausländer, verließ Hills jedoch aufgrund seines Alters den Eishockeyclub noch vor dem Start der DEL wieder.
Von 1994/95 bis 2000/01 arbeitete er als Co-Trainer wieder für „Bowling Green“, bis er dann von 2000/01 bis 2004/05 für die University of Geneseo in New York als Chef-Trainer tätig war und mit seinem Team die SUNYAC-Trophäe gewann.
Vor der Saison 2005/06 ging er als Co-Trainer zum Rochester Institute of Technology.

## Erfolge und Auszeichnungen
| - 1981 CCHA Second All-Star Team - 1982 CCHA All-Academic Team - 1982 CCHA First All-Star Team - 1982 NCAA West First All-American Team - 1983 CCHA All-Academic Team - 1983 CCHA First All-Star Team - 1983 CCHA Player of the Year - 1983 NCAA West First All-American Team - 1984 Spengler-Cup-Gewinn mit dem Team Canada - 1985 Meiste Torvorlagen in der NLB | - 1985 Bester Torschütze der NLB - 1985 Topscorer der NLB - 1986 Bester Torschütze der NLB - 1986 Bester Torschütze der NLB-Playoffs - 1986 NLB-Meister mit dem EHC Chur - 1986 Aufstieg in die NLA mit dem EHC Chur - 1986 Spengler-Cup-Gewinn mit dem Team Canada - 1987 Spengler-Cup-Gewinn mit dem Team Canada |

## Karrierestatistik
(Legende zur Spielerstatistik: Sp oder GP = absolvierte Spiele; T oder G = erzielte Tore; V oder A = erzielte Assists; Pkt oder Pts = erzielte Scorerpunkte; SM oder PIM = erhaltene Strafminuten; +/− = Plus/Minus-Bilanz; PP = erzielte Überzahltore; SH = erzielte Unterzahltore; GW = erzielte Siegtore; 1 Play-downs/Relegation; Kursiv: Statistik nicht vollständig)